# René Pénicaud
Pour les articles ayant des titres homophones, voir Pénicaut.
René Pénicaud est un homme politique français né le 18 juin 1843 à Limoges (Haute-Vienne) et décédé le 23 novembre 1899 à Aureil (Haute-Vienne).

## Biographie
Avocat à Limoges, il est député de la Haute-Vienne de 1880 à 1885, siégeant avec les opportunistes. Battu en 1885, il retrouve un siège de sénateur en 1886, qu'il conserve jusqu'à son décès en 1899.

## Sources
- « René Pénicaud », dans Adolphe Robert et Gaston Cougny, Dictionnaire des parlementaires français, Edgar Bourloton, 1889-1891 [détail de l’édition]
- « René Pénicaud », dans le Dictionnaire des parlementaires français (1889-1940), sous la direction de Jean Jolly, PUF, 1960 [détail de l’édition]
- Ressources relatives à la vie publique :   - base Léonore
  - Sénat
  - Base Sycomore